# Momiji Nishiya
Momiji Nishiya (n. 30 august 2007, Matsubara, Japonia) este o sportivă ce a reprezentat Japonia, medaliată olimpică. A participat la o ediție a Jocurilor Olimpice (2020) în care a câștigat o medalie de aur.